# Antoine-François-Claude Ferrand

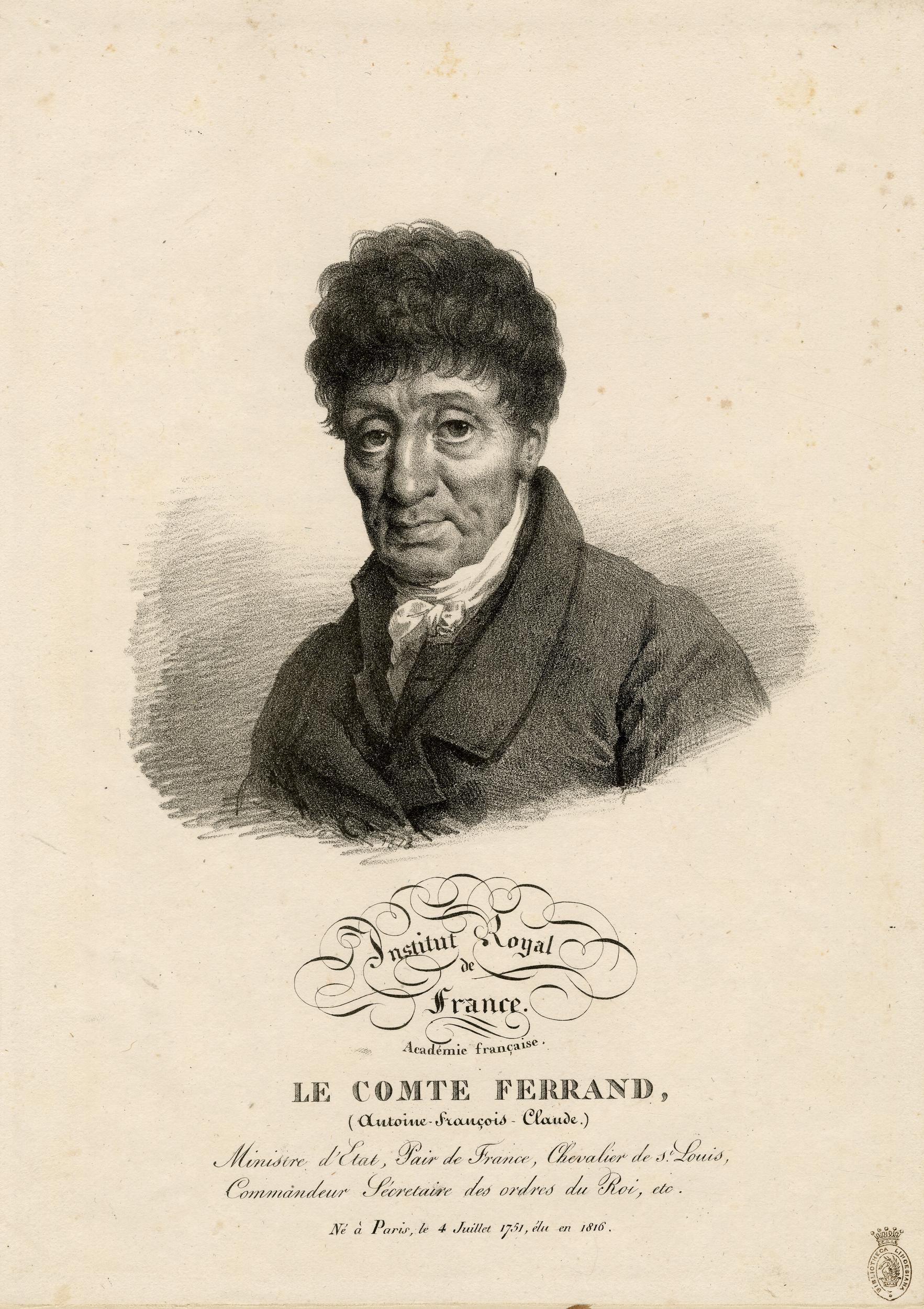

Antoine-François-Claude Ferrand (* 4. Juli 1751 in Paris; † 17. Januar 1825 ebenda) war ein französischer Politiker, Historiker und Mitglied der Académie française.

## Leben
Graf Ferrand entstammte einer auf die absolute Monarchie eingeschworenen Adelsfamilie. Bereits mit 18 Jahren wurde er erblich Richter im Parlement de Paris. Der von Maupeou 1771 versuchten Reform des Parlements widersetzte er sich, wie viele seiner Kollegen, und wurde verbannt, aber 1774 von Ludwig XVI. zurückberufen. Nach Ausbruch der Revolution ging er 1789 in die Emigration und kämpfte in Condés Rheinarmee. Nach deren Auflösung kehrte er 1801 nach Frankreich zurück, blieb aber unter Napoleon politisch inaktiv.
Den Sturz Napoleons begrüßte er. Ludwig XVIII. machte ihn 1814 zum Staatsminister. 1815 wurde er Pair von Frankreich und 1816 vom König zum Mitglied der Académie française (Sitz Nr. 28) ernannt. Er starb 1825 im Alter von 73 Jahren.
Aus dem Exil begleitete Ferrand die Revolutionsereignisse bis 1795 mit zahlreichen polemischen Schriften. Zurück in Frankreich legte er 1802 eine vierbändige Geschichtsphilosophie vor, die in sechs Auflagen erschien. 1817 veröffentlichte er eine ebenfalls vierbändige Revolutionstheorie, 1820 eine dreibändige Geschichte der Teilungen Polens. Postum erschienen sein politisches Testament (1830) und seine Memoiren (1897). Daneben hatte er 1814 eine Biographie der Madame Élisabeth publiziert, die 1861 neu aufgelegt wurde. Seit seiner Verbannung 1771 schrieb Ferrand Versdramen, die er 1817 gesammelt veröffentlichte, die aber offenbar nur im privaten Rahmen zur Aufführung kamen.

## Werke (Auswahl)

### Zeitgeschichte und Geschichtsphilosophie
- Le rétablissement de la monarchie française. Ohne Ort 1793. 2. Auflage. Lüttich 1794.
- Éloge funèbre de Mme Élisabeth, sœur de Louis XVI. Rottermundt, Regensburg 1795.
- Des causes qui ont empêché la contre-révolution en France, et considérations sur la révolution sociale; suivies d’une notice sur Robespierre et ses complices. Haller, Bern 1795.
- L’Esprit de l’histoire, ou Lettres politiques et morales d’un père a son fils, sur la manière d’étudier l’histoire en général, et particulièrement l’histoire de France. 4 Bde. Paris 1802. 4. Auflage. 1805. 6. Auflage. 1826.
- Éloge historique de Mme Élisabeth de France, suivi de plusieurs lettres de cette princesse. Desenne, Paris 1814. 1861.
- Théorie des révolutions rapprochée des principaux événements qui en ont été l’origine, le développement ou la suite. 4 Bde. Michaud, Paris 1817.
- Histoire des trois démembrements de la Pologne. 3 Bde. Deterville, Paris 1820. 1865.
- Testament politique. Dufart, Paris 1830.
- Mémoires du Comte Ferrand, ministre d’État sous Louis XVIII publiés, pour la Société d’histoire contemporaine, par le Vicomte de Broc. Picard, Paris 1897. (hrsg. von Hervé de Broc 1848–1916, mit Kurzbiographie)

### Theater
- Philoctète. 1786. (Philoktetes, mit langem Vorwort)
- Œuvres dramatiques. Paris 1817. (Le siège de Rhodes. Zoari. Philoctète. Alfred)
- Les Conjurés napolitains, tragédie en 5 actes et en vers. Barba, Paris 1838.